# Puka Puka
Puka Puka (także Pukapuka) – atol należący do grupy Îles du Désappointement, najbardziej wysunięta na północny wschód wyspa archipelagu Tuamotu, w Polinezji Francuskiej. Główny ośrodek administracyjny gminy Puka Puka. Powierzchnia wyspy wynosi 5 km², a laguny 2 km². Na atolu znajduje się port lotniczy Puka Puka.

## Historia

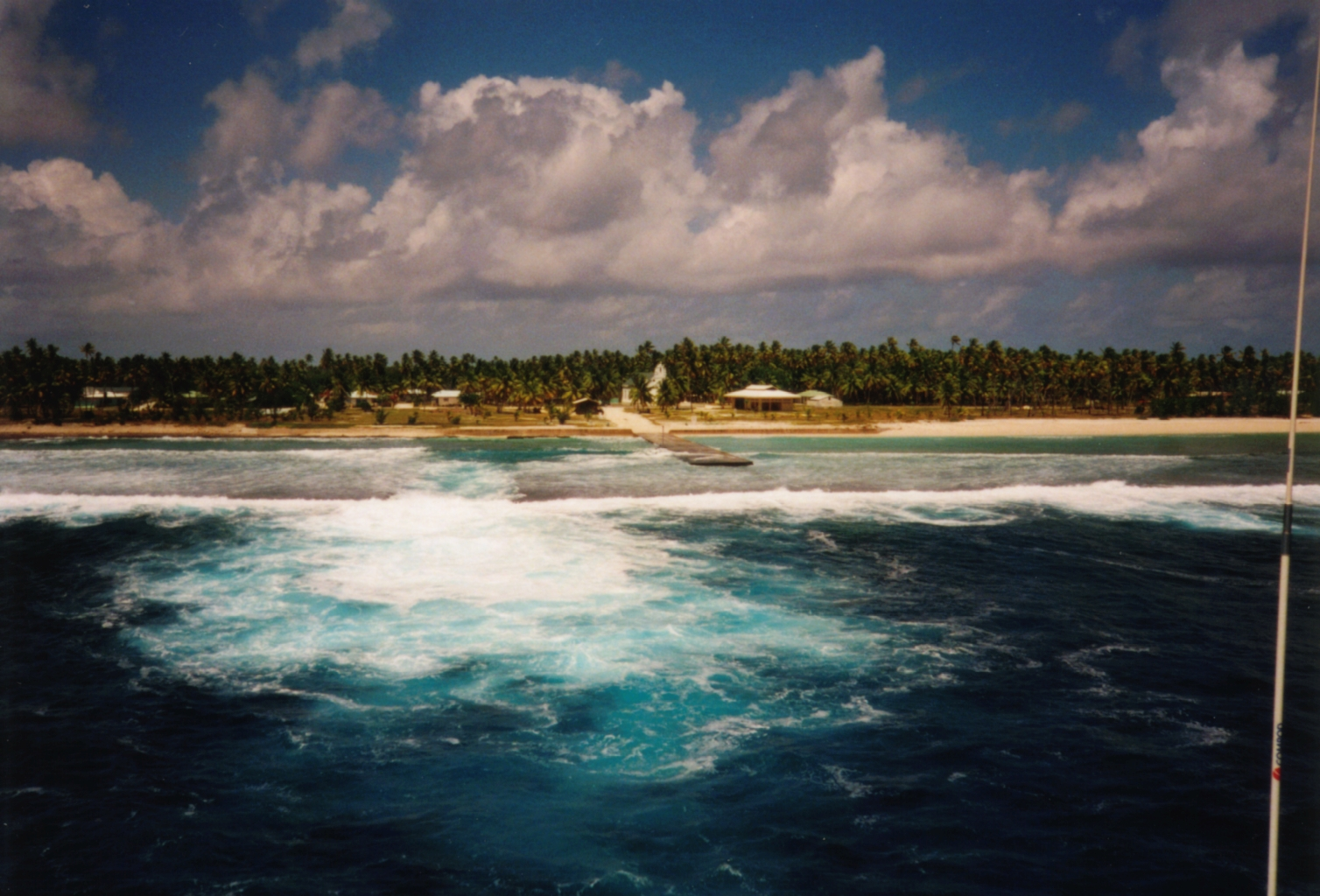
Widok wyspy

Puka Puka była pierwszą wyspą w Polinezji odkrytą przez Ferdynanda Magellana w 1521 roku. Pierwszą pisemną wzmiankę o Puka Puka uczynili Willem Corneliszoon Schouten i Jacob Le Maire w 1616 roku.

## Demografia
Liczba ludności zamieszkującej gminę Puka Puka:
| 1977 | 1983 | 1988 | 1996 | 2002 | 2007 |
| ---- | ---- | ---- | ---- | ---- | ---- |
| 95   | 166  | 195  | 175  | 197  | 157  |